# عیانه (روستا)
 عیانه  (در عربی:  العَیانة )
نام روستایی است در دهستان ذُوعَید از توابع استان مَحویت در کشور یمن در شبه جزیره عربستان.

## جمعیت
جمعیت آن (۶۶ ) نفر (۵ خانوار) می‌باشد.